# لويز أولريش
لويز أولريش (بالألمانية: Luise Ullrich)‏ (و. 1910 – 1985 م) هي ممثلة مسرحية، وممثلة أفلام نمساوية، ولدت في فيينا، توفيت في ميونخ، عن عمر يناهز 75 عاماً.

## جوائز
حصلت على جوائز منها:
- نيشان استحقاق صليب الضباط لجمهورية ألمانيا الاتحادية (1973).

## وصلات خارجية
- لويز أولريش على موقع IMDb (الإنجليزية)
- لويز أولريش على موقع مونزينجر (الألمانية)
- لويز أولريش على موقع ألو سيني (الفرنسية)
- لويز أولريش على موقع أول موفي (الإنجليزية)
- لويز أولريش على موقع قاعدة بيانات الأفلام السويدية (السويدية)
- لويز أولريش على موقع ديسكوغز (الإنجليزية)
- لويز أولريش على موقع قاعدة بيانات الفيلم (الإنجليزية)
- لويز أولريش على موقع كينوبويسك (الروسية)